# Flavignerot
Flavignerot ist eine französische Gemeinde mit 231 Einwohnern (Stand: 1. Januar 2022) im Département Côte-d’Or in der Region Bourgogne-Franche-Comté. Die Gemeinde gehört zum Arrondissement Dijon und zum Kanton Dijon-6 (bis 2015: Kanton Dijon-5).

## Geographie
Flavignerot liegt etwa elf Kilometer südwestlich von Dijon und gehört zum Weinbaugebiet Bourgogne. Umgeben wird Flavignerot von den Nachbargemeinden Velars-sur-Ouche im Norden und Nordwesten, Corcelles-les-Monts im Norden und Nordosten, Marsannay-la-Côte im Osten, Couchey im Süden und Osten, Valforêt mit Clémencey im Südwesten sowie Fleurey-sur-Ouche im Westen und Nordwesten.

## Bevölkerungsentwicklung
| Jahr                       | 1962 | 1968 | 1975 | 1982 | 1990 | 1999 | 2006 | 2013 | 2019 |
| Einwohner                  | 52   | 51   | 72   | 131  | 165  | 153  | 164  | 158  | 206  |
| Quellen: Cassini und INSEE |      |      |      |      |      |      |      |      |      |

## Sehenswürdigkeiten
- Kirche Saint-Jean-Baptiste
- Karmelitinnenkloster (seit 1979)
- Schloss

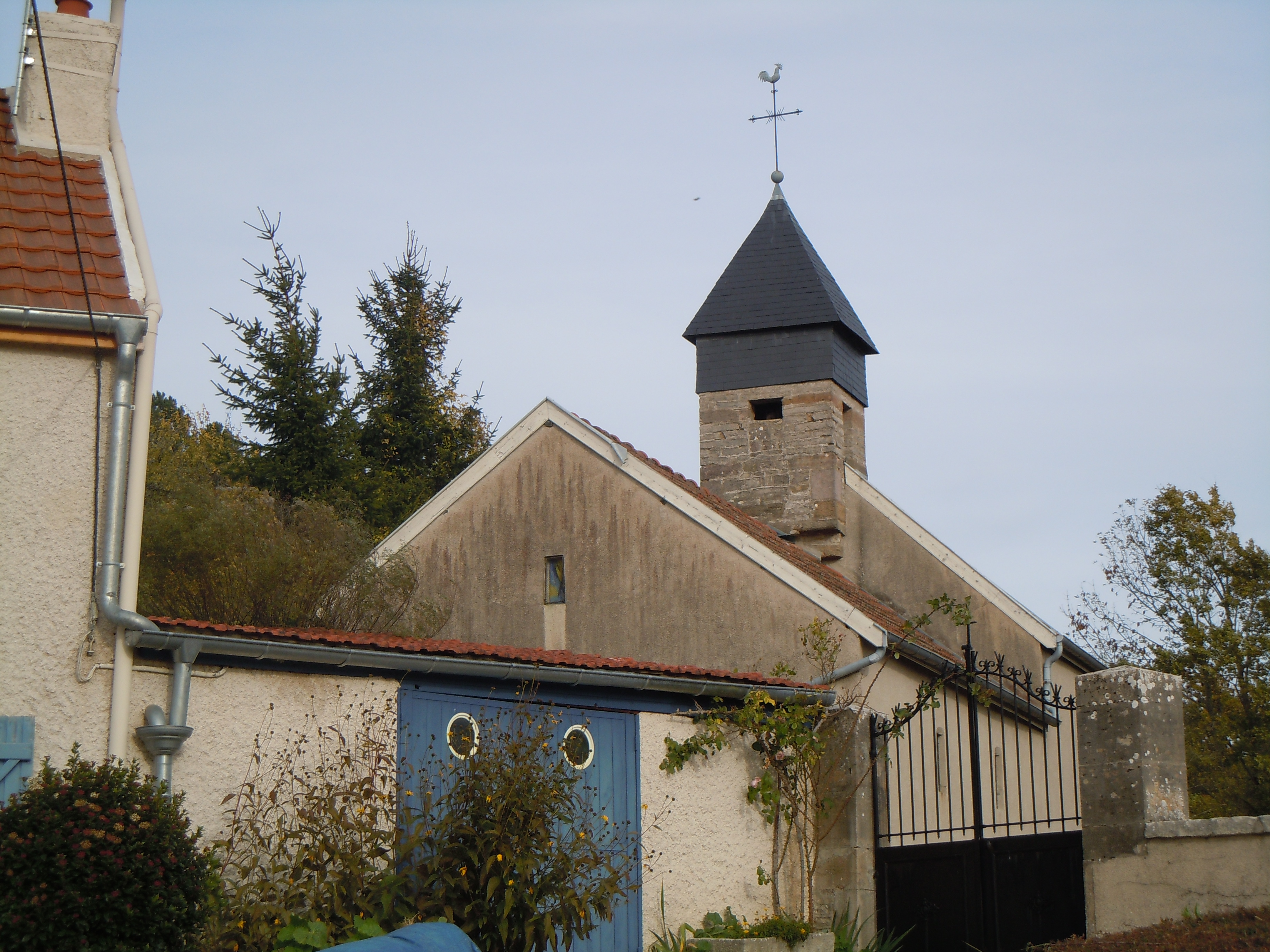
Kirche